# Sainte-Opportune
Sainte-Opportune là một xã trong tỉnh Orne, vùng Normandie tây bắc nước Pháp. Xã Sainte-Opportune có diện tích 8,46 km2, dân số năm 2006 là 215 người. Xã này nằm ở khu vực có độ cao từ 173-277 mét trên mực nước biển.